# Dolophilodes dharmamittra
Dolophilodes dharmamittra är en nattsländeart som beskrevs av Schmid 1960. Dolophilodes dharmamittra ingår i släktet Dolophilodes och familjen stengömmenattsländor. Inga underarter finns listade i Catalogue of Life.